# Table des caractères Unicode (19000-19FFF)
Cette page contient des caractères spéciaux ou non latins. S’ils s’affichent mal (▯, ?, etc.), consultez la page d’aide Unicode.
Cette page décrit la liste des caractères Unicode codés de U+19000 à U+19FFF en hexadécimal (102 400 à 106 495 en décimal).

## Sous-ensembles
Cette portion n'est pas encore attribuée, mais celle de 19200 à 199FF est prévue pour la grande écriture khitane.

## Liste

### Caractères U+19000 à U+19FFF(réservés)
|               | 0 | 1 | 2 | 3 | 4 | 5 | 6 | 7 | 8 | 9 | A | B | C | D | E | F |
| ------------- | - | - | - | - | - | - | - | - | - | - | - | - | - | - | - | - |
| 1900 ... 19FF |   |   |   |   |   |   |   |   |   |   |   |   |   |   |   |   |